# Ectoedemia spinosella
Ectoedemia spinosella là một loài bướm đêm thuộc họ Nepticulidae. Nó được tìm thấy ở miền nam Europe, reaching in the North to miền nam part of Đảo Anh, the Hà Lan, central Đức và Ba Lan. Nó cũng được tìm thấy ở Krym, the Kavkaz và the European Part of the former Liên Xô. It is common in miền tây Turkmenistan.
Sải cánh dài 3.2-4.9 mm đối với con đực và 3.4–5 mm đối với con cái. Con trưởng thành bay vào tháng 8 và tháng 10.
Ấu trùng ăn Prunus cerasifera, Prunus domestica, Prunus dulcis, Prunus fruticosa, Prunus spinosa và Prunus webbii. Chúng ăn lá nơi chúng làm tổ. 

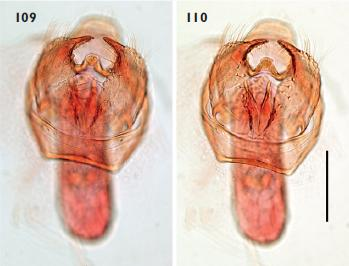
Male genitalia